# Tossicologia

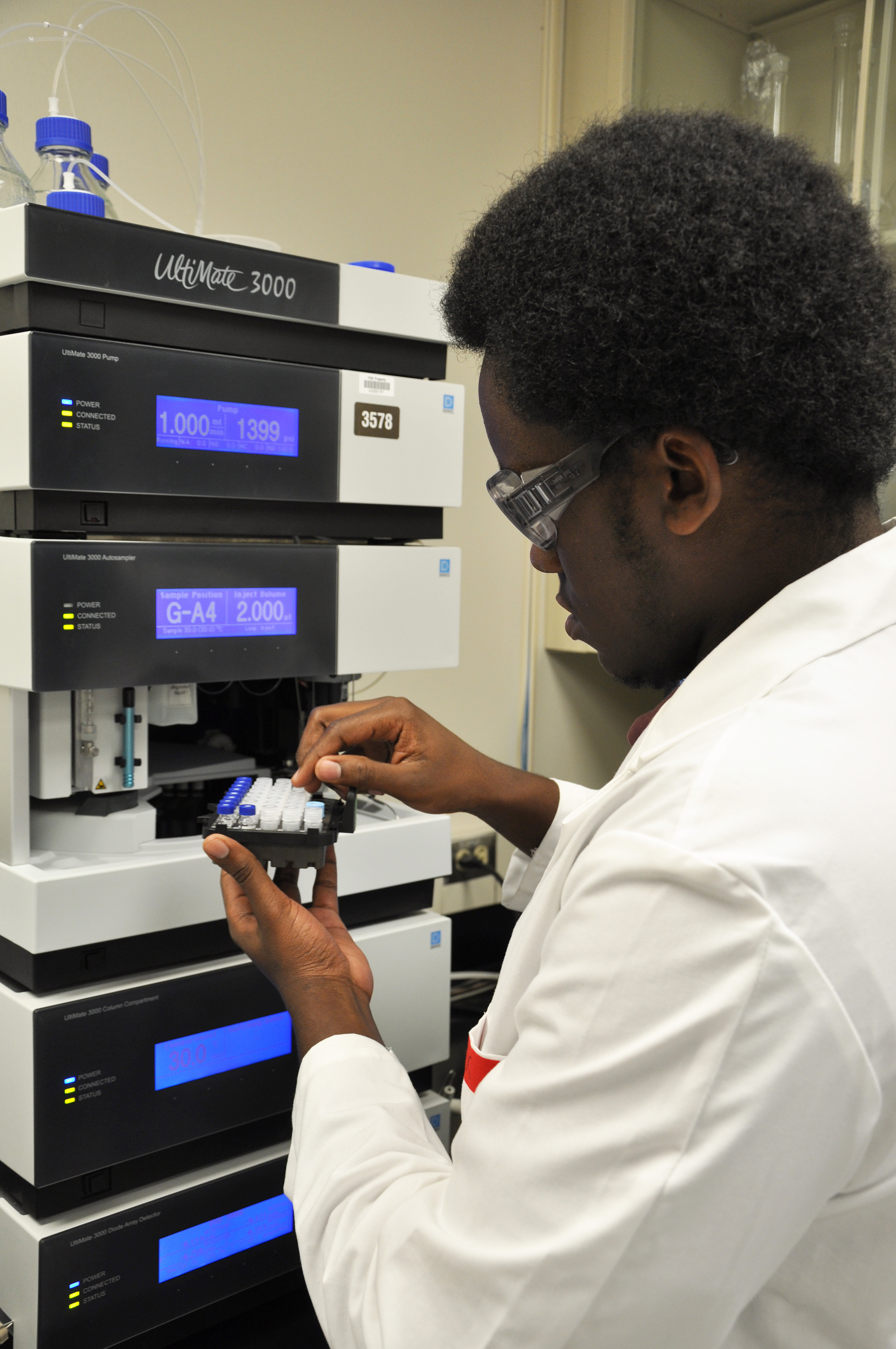
Uno scienziato di biochimica tossicologica prepara dei campioni da introdurre nell'HPLC

La tossicologia è la branca della farmacologia, il cui interesse si estende anche alla chimica, che studia sintomi, meccanismi e trattamenti degli avvelenamenti di persone e animali ad opera di droghe, veleni o farmaci. Il principale parametro per determinare la tossicità di una sostanza è la dose: infatti, quasi tutte le sostanze, in certe dosi o in determinate circostanze possono essere tossiche. Quest'ultimo concetto è ben riassunto dalla frase attribuibile a Paracelso: "omnia venenum sunt nec sine veneno quicquam existit. dosis sola facit ut venenum non fit" [trad. ogni cosa è veleno, non esiste cosa che non lo sia. Solo la dose fa sì che (una sostanza) non divenga veleno].
Lo studio tossicologico riveste particolare importanza durante la fase di sperimentazione preclinica di un farmaco, prima della sua eventuale immissione in commercio, e nell'industria cosmetica.

## Generalità
Il compito principale della tossicologia è comprendere l'azione diretta o indiretta delle sostanze coinvolte in episodi di intossicazione e degli enzimi coinvolti nel loro metabolismo. Molte sostanze considerate veleni sono infatti tossiche solo indirettamente. Un esempio è il metanolo che non è velenoso di per sé, ma solo in quanto convertito in formaldeide nel fegato. Sono molte poi le sostanze le cui molecole diventano tossiche nel fegato per l'azione combinata di altre sostanze esterne, come nel caso del paracetamolo in presenza di alcol. Inoltre, a causa dei meccanismi di stimolazione reciproca degli enzimi, molte sostanze diventano tossiche solo in combinazione con altre. La variabilità genetica di certi enzimi del fegato rendono poi variabile la tossicità di molte sostanze da un individuo ad un altro.
Tra i compiti della tossicologia vi sono quindi anche quelli di identificare quali enzimi del fegato rendono tossica una determinata sostanza, quali sono le sostanze tossiche prodotte, sotto quali condizioni e in quali individui avviene tale trasformazione, e con quali metodi si possono contrastare le intossicazioni stesse. Di notevole importanza, nello studio del metabolismo dei tossici, è conoscere il meccanismo con il quale agiscono i componenti della famiglia del citocromo P450, fondamentali nel processo di detossificazione all'interno dell'organismo.
L'entità del danno biologico procurato da una sostanza tossica è legata a diverse variabili, tra le principali si citano: 
- natura chimica del tossico;
- modalità di assorbimento (orale, transdermico, inalatorio, ecc.);
- concentrazione;
- entità e durata dell'esposizione;
- stato di salute generale (buono, malattia preesistente, gravidanza, ecc.)
- fattori genetici individuali.

Gli effetti clinici tossicologici possono manifestarsi in modo acuto, subacuto, subcronico o cronico. Tra gli effetti cronici figurano la possibilità di sviluppare un tumore a causa dell'esposizione a sostanze cancerogene, oltre a possibili effetti mutageni e teratogeni.
La tossicologia tende a studiare in maniera distinta gli effetti tossici in base a due maggiori categorie: tossicità organo-mirata e tossicità non organo-mirata.

## Indici tossicologici
Gli indici tossicologici forniscono un'indicazione della concentrazione di una sostanza in corrispondenza della quale una sostanza manifesti tossicità.
Alcuni indici tossicologici comunemente impiegati sono:
- LD50 (Median Lethal Dose): dose di una sostanza tossica in grado di uccidere il 50% di una popolazione campione di cavie (generalmente ratti, ma anche altri mammiferi come cani, per particolari test riguardanti la tossicità nell'uomo), espressa generalmente in mg/kg, ovvero in milligrammi di sostanza saggiata per kg di peso vivo;
- LDLo (Lethal Dose Low)
- LC50 (Median Lethal Concentration, concentrazione letale mediana)
- EC50 (Median Effective Concentration, concentrazione effettiva mediana)
- IC50 (Median Inhibitory Concentration)
- TD50 (Median Toxic Dose)
- TCLo (Toxic Concentration Low)
- TLV (Threshold Limit Value, "valore limite di soglia"): concentrazione di sostanza al di sotto della quale "quasi tutte" le persone esposte non corrono alcun rischio;
- NOAEL (No Observable Adverse Effect Level): quantità di sostanza presunta tossica con la quale non sono stati provati effetti dannosi; dal NOAEL è ricavabile la dose giornaliera accettabile;
- LOAEL (Lowest Observed Adverse Effect Level): dose minima di sostanza nociva somministrabile giornalmente con la comparsa di aumenti statisticamente o biologicamente significativi nella frequenza o gravità di effetti avversi rispetto ad un gruppo di controllo;
- NEC (No Effect Concentration);
- NOEC (No Observed Effect Concentration);
- LOEC (Lowest Observable Effective Concentration);
- MATC (Maximum Acceptable Toxic Concentration).

### Tossicologiain vitro
L'esigenza di ridurre l'impiego di animali da laboratorio, oltre alla necessità di sviluppare modelli alternativi affidabili per la valutazione dei potenziali effetti tossici di una data sostanza, ha portato allo sviluppo di metodiche alternative di indagine in vitro basate solitamente sull'utilizzo di colonie batteriche oppure singole cellule come quelle gametiche o staminali embrionali.

### Abbreviazioni
Accanto alle sigle degli indici tossicologici (ad esempio "LD50" o "LC50") possono essere specificate altre abbreviazioni che identificano la via di assunzione della sostanza tossica e il soggetto (uomo o cavia) al quale si riferisce la grandezza.
Ad esempio, con la sigla "ORL MUS LD50" si fa riferimento all'LD50 misurato per un topo (MUS) nel caso di assunzione della sostanza in esame per via orale (ORL).
Le sigle che identificano le vie di assunzione sono:
- eye: oculare (sulla superficie dell'occhio, per studi sull'irritazione)
- ial: intraurale (orecchio)
- iat: intrarteriale
- ice: intracerebrale
- icv: intracervicale
- idr: ipodermico
- idu intraduodenale
- ihl: inalazione
- imp: impiantato chirurgicamente
- ims: intramuscolare
- ipc: intraplacentale
- ipl: intrapleurale
- ipr: intraperitoneale
- irn: intrarenale
- isp: intraspinale
- itr: intratracheale
- itt: intratesticolare
- iut: intrauterino
- ivg: intravaginale
- ivn: intravenoso
- mul: multiplo (attraverso più vie)
- ocu: oculare (sulla superficie dell'occhio o nella sacca congiuntivale, per studi di tipo sistemico)
- orl: orale
- par: parenterale
- rec: rettale
- scu: sottocutaneo
- skn: sulla pelle
- unr: non specificato.

Le sigle che identificano i soggetti testati sono:
- brd: uccello (non specificato)
- bwd: uccello selvatico
- cat: gatto
- chd: bambino
- ckn: gallina
- ctl: bovini
- dck: anatra
- dog: cane
- dom: animale domestico (ovini)
- frg: rana
- gpg: porcellino d'India
- grb: gerbillo
- ham: criceto
- hmn: uomo
- hor: cavallo
- inf: neonato
- mam: mammifero (non specificato)
- man: uomo
- mky: scimmia
- mus: topo
- nml: specie non appartenente ai Mammiferi
- pgn: piccione
- pig: maiale
- qal: quaglia
- rat: ratto
- rbt: coniglio
- sql: scoiattolo
- tod: rospo
- trk: tacchino
- wmn: donna.

## Sistematica tossicologica
Nella sua organizzazione di scienza sistematica, la tossicologia approfondisce lo studio della struttura chimica delle sostanze, delle loro proprietà e del loro effetto su un organismo vivente suddividendo i seguenti principali agenti tossici:
- Fitofarmaci: sostanze in grado di eliminare specie viventi indesiderate o nocive, ma molte in grado di estendere il loro effetto tossico ai vertebrati e all'uomo. Sono fonte di inquinamento ambientale e di contaminazione alimentare (residui). Alcune sono in grado di dare un forte bioaccumulo.
- Metalli: particolarmente importante dal punto di vista tossicologico è lo studio dei metalli pesanti; il piombo è pericoloso per l'uomo in quanto essendo facilmente solubile negli acidi deboli come quelli presenti nel vino o nell'acqua, e presente in alcune vernici industriali usate in passato per pentole in terracotta, arriva facilmente nell'organismo dove può provocare encefalopatia saturnina, anemia e ulcere gastriche. L'alluminio rappresenta un pericolo per la salute umana in quanto, oltrepassando la barriera emato-encefalica, si accumula nel cervello, dove può dar luogo a fenomeni di demielinizzazione.[3] La principale fonte di esposizione è rappresentata dal cibo, ma tra le altre si citano i deodoranti e alcuni antiacidi a base di idrossido di alluminio[4]. Altri metalli pericolosi per la salute umana sono: mercurio, cadmio, stagno, arsenico (metalloide), cromo, berillio e nichel.
- Solventi e vapori: i principali solventi tossici sono gli idrocarburi alifatici alogenati (es. tricloroetilene, cloruro di metile, cloroformio, tetracloruro di carbonio), gli idrocarburi aromatici (es. benzene, toluene, xilene, stirene), alcooli (es. etanolo, metanolo, isopropanolo), glicoli (es. glicole etilenico, glicole dietilenico) ed eteri derivati, solfuro di carbonio. Sono sostanze liposolubili e il rischio è reso maggiore dalla loro volatilità e dal conseguente assorbimento polmonare.
- Radiazioni e materiali radioattivi: radiazioni ionizzanti e isotopi radioattivi (es. 222Ra, 222I).
- Veleni animali: veleni di animali quali ragni (scorpioni, zecche, ecc.), Chilopoda, Diplopoda, insetti (formiche, api, vespe, calabroni, bruchi, lepidotteri, ecc.), molluschi, rettili (lucertole, serpenti).
- Piante e funghi tossici: diverse piante, come ad esempio digitale, aconito, belladonna, stramonio, Duboisia myoporoides, giusquiamo nero, Strychnos nux-vomica, cicuta, ecc. Esempi di funghi tossici sono amanita muscaria, amanita falloide, Cortinarius speciosissimus, Sarcosphaera coronaria, Gyromitra esculenta, Psilocybe cubensis, ecc.
- Amianti: minerali utilizzati per la produzione di materiali ignifughi, quali Crisotilo (Amianto Bianco), Amosite (Amianto Bruno), Crocidolite (Amianto Blu), ecc.

## Branche specialistiche
- Tossicologia ambientale: si occupa dei risvolti ambientali ed ecologici delle sostanze tossiche;
- Tossicologia analitica: applica i principi e metodi propri della chimica analitica all'indagine tossicologica;
- Tossicologia clinica: si occupa della diagnostica clinica e della cura delle intossicazioni;
- Tossicologia forense: applica i metodi propri della tossicologia nell'ambito delle scienze forensi;
- Tossicologia industriale: si occupa dei tossici prodotti dalle attività umane e delle esposizioni in ambito professionale;
- Tossicologia medica: vasta branca che tratta la prevenzione, la diagnosi e la terapia delle intossicazioni;
- Tossicologia alimentare: che concentra la propria attenzione sulla presenza di sostanze tossiche negli alimenti e sulle intossicazioni alimentari;
- Tossicologia perinatale: che studia gli effetti di farmaci e sostanze tossiche sullo sviluppo del feto;
- Tossicologia da abuso: branca della tossicologia che si focalizza sulle droghe e su altre sostanze da abuso;
- Tossicologia veterinaria: estensione della scienza tossicologica in ambito veterinario.

## Sperimentazione tossicologica di un farmaco su animali
L'indagine preclinica tossicologica sull'animale serve per definire la minima dose che produce effetti tossici e la massima che non induce alcun effetto (concentrazione minima tossica e concentrazione minima efficace), definire la relazione tra dose terapeutica e dose tossica, individuare quale struttura cellulare, organo o sistema sia il bersaglio della tossicità, definire le caratteristiche dell'effetto tossico della molecola o dei suoi metabiliti e stabilire le reversibilità o meno degli effetti tossici. Ciò è reso possibile dai modelli animali, soprattutto transgenici e knockout. Le fasi previste da questa sperimentazione sono:
- Valutazione della tossicità acuta
- Valutazione della tossicità subacuta e cronica
- Test di mutagenesi ed eventualmente di cancerogenesi
- Test di Teratogenesi
- Test di tossicità peri e post natale